# Lamprolobium grandiflorum
Lamprolobium grandiflorum là một loài thực vật có hoa trong họ Đậu. Loài này được R.J.F.Hend. miêu tả khoa học đầu tiên.